# Colma di Pinaderio
Colma di Pinaderio är en bergstopp i Schweiz.   Den ligger i distriktet Blenio och kantonen Ticino, i den sydöstra delen av landet, 130 km öster om huvudstaden Bern. Toppen på Colma di Pinaderio är 2 486 meter över havet, eller 477 meter över den omgivande terrängen. Bredden vid basen är 4,6 km.
Terrängen runt Colma di Pinaderio är mycket bergig. Närmaste större samhälle är Biasca, 17,0 km söder om Colma di Pinaderio. 
Trakten runt Colma di Pinaderio består i huvudsak av gräsmarker. Runt Colma di Pinaderio är det glesbefolkat, med 15 invånare per kvadratkilometer.